# Australian Championships 1960
Turniej tenisowy Australian Championships, dziś znany jako wielkoszlemowy Australian Open, rozegrano w 1960 roku w Brisbane w dniach 22 stycznia - 1 lutego.

## Zwycięzcy

### Gra pojedyncza mężczyzn
- Rod Laver (AUS) - Neale Fraser (AUS) 5:7, 3:6, 6:3, 8:6, 8:6

### Gra pojedyncza kobiet
- Margaret Smith Court (AUS) - Jan Lehane O'Neill (AUS) 7:5, 6:2

### Gra podwójna mężczyzn
- Rod Laver (AUS)/Robert Mark (AUS) - Roy Emerson (AUS)/Neale Fraser (AUS) 1:6, 6:2, 6:4, 6:4

### Gra podwójna kobiet
- Maria Bueno (BRA)/Christine Truman (GBR) - Lorraine Coghlan (AUS)/Margaret Smith Court (AUS) 6:2, 5:7, 6:2

### Gra mieszana
- Jan Lehane O'Neill (AUS)/Trevor Fancutt (RSA) - Mary Carter Reitano (AUS)/Bob Mark (AUS) 6:2, 7:5